# Nicoletta Cimmino
Nicoletta Cimmino (* 1974 in Biel) ist eine Schweizer Journalistin.

## Leben
Nach der Handelsschule absolvierte Nicoletta Cimmino ein zweisprachiges Volontariat bei Radio Canal 3 in Biel/Bienne. 2001 wurde Cimmino News-Moderatorin beim privaten Fernsehsender TV3. Ab 2002 präsentierte Cimmino zusammen mit Moderator Roman Kilchsperger die Morgensendung bei Radio 24 in Zürich.
2004 wechselte Cimmino als Tagesproduzentin zu Radio DRS 1. Danach begann sie in der Informationsabteilung von Radio SRF als Nachrichtenredaktorin, später moderierte sie die Sendungen «Info 3» und «HeuteMorgen». Ab 2014 war sie Mitglied der SRF Inlandredaktion. 2016 wurde Cimmino Moderatorin der Informationssendung «Echo der Zeit» auf Radio SRF. Nebenbei arbeitete sie als Autorin für diverse Zeitungen und Magazine, wie zum Beispiel «Die Zeit» oder die «Republik».
Ende Mai 2021 verliess Cimmino SRF. Sie gründete ein eigenes Unternehmen und arbeitet als Autorin, Podcasts-Produzentin sowie als Moderatorin für Anlässe und Podiumsdiskussionen.

## Auszeichnungen
2019 wurde Cimmino vom Branchenmagazin «Schweizer Journalist» zur Journalistin des Jahres gewählt. Cimmino bekam für ihre Arbeit die Attribute «seriös, unaufgeregt, kritisch, reflektiert, authentisch».